# Jacek Purchla
Jacek Purchla (ur. 3 września 1954 w Krakowie) – polski historyk sztuki i ekonomista, profesor nauk humanistycznych, specjalista z zakresu dziedzictwa kulturowego i historii miast, krakowianista, nauczyciel akademicki Uniwersytetu Ekonomicznego w Krakowie i Uniwersytetu Jagiellońskiego, członek czynny Polskiej Akademii Umiejętności. Założyciel i w latach 1991–2018 dyrektor Międzynarodowego Centrum Kultury w Krakowie, w latach 2015–2020 przewodniczący Polskiego Komitetu ds. UNESCO.

## Wykształcenie i praca uniwersytecka
W 1973 złożył egzamin dojrzałości w I Liceum Ogólnokształcącym im. Bartłomieja Nowodworskiego w Krakowie. W 1976 ukończył studia na Wydziale Ekonomiki Produkcji Akademii Ekonomicznej w Krakowie, w 1980 studia z historii sztuki na Uniwersytecie Jagiellońskim. W 1983 obronił na Uniwersytecie Jagiellońskim pracę doktorską poświęconą Janowi Zawiejskiemu, w 1991 habilitował się tamże na podstawie pracy Pozaekonomiczne czynniki rozwoju Krakowa w okresie autonomii galicyjskiej. W 1994 otrzymał tytuł profesora nauk humanistycznych, w 1997 tytuł profesora zwyczajnego nauk humanistycznych.
Od 1976 jest pracownikiem Akademii Ekonomicznej (następnie Uniwersytetu Ekonomicznego) w Krakowie, a w latach 1991–2018 także Uniwersytetu Jagiellońskiego. W 1993 został kierownikiem Zakładu Rozwoju Miast w Katedrze Historii Gospodarczej AE, a w 2008 kierownikiem Katedry Historii Gospodarczej i Społecznej Uniwersytetu Ekonomicznego w Krakowie i nowo utworzonego Zakładu Dziedzictwa Kulturowego i Studiów Miejskich UNESCO wchodzącego w skład tej katedry. W latach 1995–2001 był kierownikiem Zakładu Studiów Miejskich w Instytucie Historii Sztuki UJ, od 2005 do 2018 kierował Katedrą Dziedzictwa Europejskiego w Instytucie Europeistyki Uniwersytetu Jagiellońskiego. W 2017 nadano mu godność Doktora Honoris Causa Narodowego Uniwersytetu „Politechnika Lwowska”. Wypromował 16 doktorów, m.in. Krzysztofa Brońskiego, Rafała Solewskiego, Monikę Murzyn-Kupisz, Andrzeja Laskowskiego oraz Łukasza Galuska.

## Praca zawodowa i pełnione funkcje
W latach 1989–1990 był przewodniczącym Komisji ds. Statutu m. Krakowa Krakowskiego Komitetu Obywatelskiego „Solidarność”. W latach 1990–1991 był wiceprezydentem Krakowa, a od stycznia do lutego 1991 – p.o. prezydenta. Brał wówczas udział w przygotowaniu strategii rozwoju Krakowa oraz odpowiadał za samorządową politykę miasta w zakresie kultury i ochrony zabytków oraz współpracę międzynarodową. W 1991 założył i został pierwszym dyrektorem Międzynarodowego Centrum Kultury w Krakowie (pełnił tę funkcję do początku 2018), gdzie nadal kieruje Instytutem Dziedzictwa Europejskiego. Profesor w Instytucie Historii Sztuki UJ (1995–2001). Inne funkcje pełnione to m.in.: członek czynny Polskiej Akademii Umiejętności, od 1989 redaktor „Rocznika Krakowskiego” (do 2017 wspólnie z Jerzym Wyrozumskim), członek Komitetu Nauk o Sztuce PAN, od 2000 członek tytularny Comité International d’Histoire de l'Art (CIHA) i jego wiceprezydent przez dwie kadencje (2004–2012). Członek wielu organizacji i stowarzyszeń, m.in.: członek Rady Europa Nostra w Hadze i od 2018 wiceprezydent tej organizacji, ekspert w International Scientific Committee on the Theory and Philosophy of Conservation and Restoration of Cultural Property (Komitet Teorii ICOMOS), ekspert Komisji Europejskiej w projekcie European Heritage Label, członek Komitetu Doradczego Eurośródziemnomorskiej Fundacji Dialogu Kultur im. Anny Lindh. W latach 2000–2016 przewodniczył Radzie ds. Ochrony Zabytków przy Ministrze Kultury i Dziedzictwa Narodowego. W 2012 został wybrany na wiceprzewodniczącego Polskiego Komitetu ds. UNESCO. Od 2015 do 2020 był Przewodniczącym Polskiego Komitetu ds. UNESCO. W kadencji 2016–2017 pełnił funkcję Przewodniczącego Komitetu Światowego Dziedzictwa UNESCO. Od 2015 pełni funkcję prezesa Towarzystwa Miłośników Historii i Zabytków Krakowa. W lutym 2019 został wybrany przez Senat Uniwersytetu Jagiellońskiego pierwszym przewodniczącym Rady Uczelni, a następnie wybrany na kadencję 2021–2024.
Członek Rady Powierniczej Zamku Królewskiego w Warszawie.

## Stypendia
Jacek Purchla był m.in. stypendystą Eisenhower Exchange Fellowships Programme 1991; Alexander von Humboldt Stiftung 1992–1993, 1997, 2005, 2015; Uniwersytetu Lowańskiego – 1995; Salzburg Seminar – 1995, 2000; Uniwersytetu w Heidelbergu – 1996; Australian Institute for Polish Affairs – 2003; British Council – 2004. Wcześniej dłuższe staże naukowe odbywał na uniwersytetach w Tilburgu (Holandia), Wiedniu, Grand Valley State University (Michigan) i Londynie.

## Ważniejsze odznaczenia
- Krzyż Kawalerski Orderu Odrodzenia Polski – 2000[7]
- Złota Odznaka Honorowa za Zasługi (Austria) – 2000[8]
- Złoty Krzyż Zasługi Republiki Węgierskiej (cywilny, Węgry) – 2001
- Kawaler Orderu Leopolda (Belgia) – 2002
- Krzyż Oficerski Orderu Odrodzenia Polski – 2005[9]
- Krzyż Kawalerski Orderu Zasługi RFN – 2005
- Srebrny Medal Ministra Spraw Zagranicznych Republiki Słowackiej – 2005
- Krzyż Komandorski Orderu Odrodzenia Polski – 2011[10]
- Kawaler I Klasy Orderu Zasługi (Norwegia) – 2012[11]
- Krzyż Oficerski Orderu Węgierskiego Zasługi (cywilny, Węgry) – 2013
- Odznaka Honorowa Bene Merito przyznana przez Ministra Spraw Zagranicznych RP – 2015
- Krzyż Oficerski za Naukę i Sztukę (Austria) – 2017[12]
- Złoty Medal Zasłużony Kulturze „Gloria Artis” – 2018
- Srebrny Medal Honorowy za Zasługi dla Województwa Małopolskiego „Palatinatus Poloniae Minoris Merit” – 2018[13]
- Medal 100-lecia Odzyskania Niepodległości – 2019[14]
- Krzyż Kawalerski Orderu Za zasługi dla Litwy 2020[15]
- Medal Stulecia Odzyskanej Niepodległości – 2023[16]

## Ważniejsze nagrody i wyróżnienia
- Nagroda Miasta Krakowa – 1981, 1997, 2024[17]
- Nagroda Ministra Nauki i Szkolnictwa Wyższego – 1987
- Nagroda Ministra Edukacji Narodowej – 1993
- Dyplom Ministra Spraw Zagranicznych "za wybitne zasługi dla promocji Polski w świecie" – 2006
- Nagroda Ministra Kultury i Dziedzictwa Narodowego – 2007
- Nagroda im. prof. Aleksandra Gieysztora – 2010[18]
- Mitteleuropa-Preis (Austria) – 2011[19]
- Rheinlandtaler (Niemcy) – 2014
- Nagroda Forum Ekonomicznego w Krynicy Nowa Kultura-Nowej Europy im. Stanisława Vincenza – 2015
- Małopolanin Roku – 2016[20]
- Człowiek Roku – 2017[21]
- Medal „Bene Merentibus” przyznawany przez Zarząd Główny SARP – 2018
- Nagroda im. Józefa Dietla – 2021[22]
- Brązowy Medal "Cracoviae Merenti" – 2022[23]
- Nagroda im. Aleksandra Gieysztora przyznawana przez "Przegląd Wschodni" – 2023[24]
- Przewodniczący jury European Heritage Awards / Europa Nostra Awards – 2024
- Nagroda Václava Buriana za wkład w dialog środkowoeuropejski w dziedzinie kultury – 2024[25]
- Medal Św. Krzysztofa przyznawany przez Muzeum Krakowa – 2024[26]

## Praca naukowa
Prowadzi badania nad rozwojem miast, historią społeczną i historią sztuki XIX i XX w., a także teorią i ochroną dziedzictwa kulturowego. Działalność naukowa Jacka Purchli ma charakter interdyscyplinarny, a jego zainteresowania koncentrują się przede wszystkim wokół szeroko pojętej problematyki miasta i rozwoju urbanistycznego. Traktując miasto jako złożony organizm – wypadkową procesów społecznych, ekonomicznych, politycznych i kulturowych – stworzył nowoczesny warsztat „urbanologa”. Drugim istotnym wątkiem działalności naukowej są podjęte jeszcze w połowie lat siedemdziesiątych – pionierskie wówczas – badania nad architekturą XIX i XX w., w których w nowatorski sposób analizował takie czynniki jak: prawo budowlane, rola mecenatu publicznego, szkolnictwo, zagadnienia polityczne, społeczne i ekonomiczne. W latach dziewięćdziesiątych XX w. zainicjował interdyscyplinarne badania nad teorią dziedzictwa i zarządzaniem miastem historycznym. Jego prace były tłumaczone i wydane w kilkunastu językach.

## Książki autorskie
- Jak powstał nowoczesny Kraków, Kraków 1979, 2 wyd. Kraków 1990[27]
- Wien-Krakau im 19. Jahrhundert, Wien 1985[28]
- Jan Zawiejski – architekt przełomu XIX i XX wieku, Warszawa 1986[29]
- Dom pod Globusem, Kraków 1988, 2 wyd. Kraków 1997 [współautor: Zbigniew Beiersdorf]
- Matecznik Polski. Pozaekonomiczne czynniki rozwoju Krakowa w okresie autonomii galicyjskiej, Kraków 1990, 2 wyd. Kraków 1992[30]
- Krakau unter österreichischer Herrschaft 1846–1918. Faktoren seiner Entwicklung, Wien-Köln-Weimar 1993[31]
- Teatr i jego architekt. W stulecie gmachu Teatru Miejskiego w Krakowie = Das Theater und sein Architekt. Zum hundersten Jahrestag der Eröffnung des Juliusz-Słowacki-Theaters in Krakau, Kraków 1993[32]
- Europejski Miesiąc Kultury w Krakowie, czerwiec 1992 = European Cultural Month in Cracow, June 1992, Kraków 1993[33]
- Kraków – prowincja czy metropolia?, Kraków 1996[34]
- Kraków w Europie Środka, Kraków 2000, 2 wyd. Kraków 2016 oraz inne wersje językowe (Cracow in the European Core, Kraków 2016; Mitten in Europa, Kraków 2016; Cracovia nell’Europa centrale, Cracovia 2016; Cracovia en Europa Central, Cracovia 2016; Cracovie dans l’Europe du Centre, Cracovie 2017).
- Historia architektury Krakowa w zarysie, Kraków 2001 oraz Architektura Krakowa. Przewodnik, Kraków 2012 [współautor: Marcin Fabiański]
- Dziedzictwo a transformacja, Kraków 2005[35]
- Heritage and transformation, Kraków 2005[36]
- Kraków w Europie Środka, Kraków 2008
- Kampus Uniwersytetu Ekonomicznego w Krakowie = The campus of the Cracow University of Economics, Kraków 2010
- Gry w miasto, Kraków 2011
- Międzynarodowe Centrum Kultury. Początek, Kraków 2015[37]
- Budúcnosť minulosti. Kultúrne dedičstvo strednej Európy dnes, Bratislava 2017[38]
- Miasto i polityka. Przypadki Krakowa, Kraków 2018[39]
- Przeszłość ma przyszłość. Rozmowy z Jackiem Purchlą, Kraków 2020

## Redakcja naukowa (wybór)
- The historical metropolis. A hidden potential. International conference, 26-29 May 1996, Cracow, ed. Jacek Purchla, Cracow 1996[40]
- Sztuka około 1900 w Europie Środkowej.Centra i prowincje artystyczne. Materiały międzynarodowej konferencji zorganizowanej w dniach 20-24 października 1994, red. Piotr Krakowski, Jacek Purchla, Kraków 1997[41]
- Architektura Lwowa XIX wieku = Die Architektur Lembergs im 19. Jahrhundert, red. Jacek Purchla, Kraków 1997[42]
- Architektura Lwowa XIX wieku = Archìtektura L’vova XIX stolìttja, red. Jacek Purchla, Kraków 1997[43]
- Metropolitalne funkcje Krakowa = Metropolitane Funktionen Krakaus, red. Jacek Purchla, t. 1[44]–2[45], Kraków 1998
- Art around 1900 in Central Europe. Art centres and provinces. International conference 20-24 October 1994, ed. Piotr Krakowski, Jacek Purchla, Cracow 1999[46]
- Nation – style – modernism. Proceedings of the International Conference under the patronage of Comité international d'histoire de l'art (CIHA), organised by the Zentralinstitut für Kunstgeschichte, Munich and the International Cultural Centre, Cracow (6-12 September, 2003), ed. Jacek Purchla, Wolf Tegethoff, Cracow–Munich 2006
- Naród – styl – modernizm. Materiały z międzynarodowej konferencji pod patronatem Comité international d'histoire de l'art (CIHA), zorganizowanej przez Zentralinstitut für Kunstgeschichte, Monachium oraz Międzynarodowe Centrum Kultury, Kraków (6-12 września 2003), red. Jacek Purchla, Wolf Tegethoff, Kraków–Monachium 2006
- Raport o systemie ochrony dziedzictwa kulturowego w Polsce po roku 1989, red. Jacek Purchla, Warszawa 2009
- Kultura a rozwój 20 lat po upadku komunizmu w Europie = Culture and development 20 years after the fall of communism in Europe, red. Robert Palmer, Jacek Purchla, Kraków 2010
- Mit Galicji, red. Jacek Purchla, Wolfgang Kos, Żanna Komar, Werner Michael Schwarz, Monika Rydiger, Kraków 2014
- The myth of Galicia, ed. Jacek Purchla, Wolfgang Kos, Żanna Komar, Werner Michael Schwarz, Monika Rydiger, Kraków 2014
- Mythos Galizien, Hrsgg. von Jacek Purchla, Wolfgang Kos, Żanna Komar, Monika Rydiger, Werner Michael Schwarz, Wien 2015
- Form follows freedom. Architecture for culture in Poland 2000+, ed. Jacek Purchla, Janusz Sepioł, Kraków 2015
- Form follows freedom. Architektura dla kultury w Polsce 2000+, ed. Jacek Purchla, Janusz Sepioł, Kraków 2015
- Kultura a rozwój, red. Jerzy Hausner, Anna Karwińska, Jacek Purchla, Siedliska–Kraków 2017
- Kraków. Dzieje i sztuka, red. Jacek Purchla, Kraków 2019
- Kraków. History & art, ed. Jacek Purchla, Kraków 2019
- Kłopotliwe dziedzictwo? Architektura Trzeciej Rzeszy w Polsce, red. Jacek Purchla, Żanna Komar, Kraków 2020
- Urban change in Central Europe. The case of Kraków, ed. Jacek Purchla, London–New York 2023
- Encyklopedia Krakowa, red. Jacek Purchla, t. 1-2, Kraków 2023